# Óscar Ramírez Hernández (futbolista español)
Óscar Ramírez Hernández (Las Palmas de Gran Canaria, España, 31 de enero de 1944) es un exfutbolista español que se desempeñaba como defensa.

## Clubes
| Club             | País   | Año       |
| ---------------- | ------ | --------- |
| U. D. Las Palmas | España | 1963-1968 |
| C. D. Tenerife   | España | 1967-1968 |
| U. D. Las Palmas | España | 1968-1969 |
| C. D. Castellón  | España | 1969-1975 |